# Francesco Peparelli
Francesco Peparelli (... – Roma, 1641) è stato un architetto italiano della prima metà del Seicento.
Fu maestro e collaboratore di Giovanni Antonio De Rossi. 

## Opere

### Roma
- Monastero di Santa Maria in Campo Marzio
- Ospizio di San Girolamo della Carità
- Palazzo Cardelli (1627)
- Palazzo Del Bufalo Niccolini Ferraioli (1627)
- Palazzo Cerri
- Palazzo Del Bufalo Cancellieri
- Palazzo Santacroce, con il Ninfeo della Nascita di Venere (1630 – 1640)
- Chiesa di Santa Maria in Traspontina (1637)
- Palazzo del Monte di Pietà (1639, ampliamento, con Carlo Maderno e Francesco Borromini)
- Chiesa di San Salvatore in Campo (1639 – 1640)
- Chiesa di Santa Brigida (Facciata)
- Chiesa di Santa Maria delle Vergini, poi Chiesa di Santa Rita da Cascia